# 宾林县
宾林县，中国旧县名。
1958年合宾阳、上林二县置，治所在芦圩镇（今广西壮族自治区宾阳县治）。1959年撤销，仍复宾阳、上林二县。 